# 島津康男
島津 康男（しまづ やすお、1926年9月17日 - 2019年6月21日）は、地球物理学者・環境学者。名古屋大学名誉教授。

## 略歴
熊本県熊本市生まれ。長野県松本中学校、北海道小樽中学校、福岡県中学修猷館、第五高等学校を経て、1948年東京大学理学部地球物理学科卒。1953年同大学院博士課程満期退学・名古屋大学理学部助教授、1956年理学博士の学位を取得、1968年教授。1990年定年退官、名誉教授、東邦学園短期大学教授、1994年同大学学長。1997年退職。環境アセスメントセンター副理事長。環境アセスメント学会会長。2007年、瑞宝中綬章受章。

## 著書
- 『地球内部物理学』裳華房 物理科学選書 1966
- 『地球の進化』岩波書店 1967
- 『地球を設計する 社会地球科学の提唱』科学情報社 1970
- 『地球の物理』裳華房 基礎物理学選書 1971
- 『システム生態学』生態学講座 共立出版 1973
- 『国土科学』日本放送出版協会 NHKブックス 1974
- 『環境アセスメント』日本放送出版協会 NHKブックス 1977
- 『地域環境管理計画と計画アセスメント 地方自治体のために』武蔵野書房 わかりやすい環境アセスメントシリーズ 1980
- 『市民からの環境アセスメント 参加と実践のみち』日本放送出版協会 NHKブックス 1997

### 共著編
- 『現代地球科学 自然のシステム工学』竹内均共著 筑摩書房 1969
- 『自然の数理』岸保勘三郎,高野健三共著 筑摩書房 数理科学シリーズ 1975
- 『教養講座ライフサイエンス 3 物質の進化』野田春彦共著 共立出版 1976
- 『環境アセスメント仕様書の作り方 地方自治体レベルの事業のために』原嶋亮二共著 武蔵野書房 わかりやすい環境アセスメントシリーズ 1980
- 『国土学への道 資源・環境・災害の地域科学』編 名古屋大学出版会 1983

## 論文
- <島津康男